# Stary cmentarz żydowski w Janowie Lubelskim
Stary cmentarz żydowski w Janowie Lubelskim – kirkut położony jest w centrum miasta przy dawnej ul. Księżej, później 1 Maja, zaś obecnie 3 Maja. Nie wiadomo dokładnie kiedy powstał. Został zniszczony podczas II wojny światowej. Po jej zakończeniu teren cmentarza został przeznaczony pod zabudowę mieszkaniową.